# Fisostigmina

## Descripción
La fisostigmina, también conocida con el nombre comercial Eserine, es un alcaloide parasimpaticomimético que actúa inhibiendo la acción de la acetilcolinesterasa. Se encuentra de forma natural en el frijol de Calabar (semillas de la planta de África Occidental Physostigma venenosum)  y en el fruto del manzanillo.  

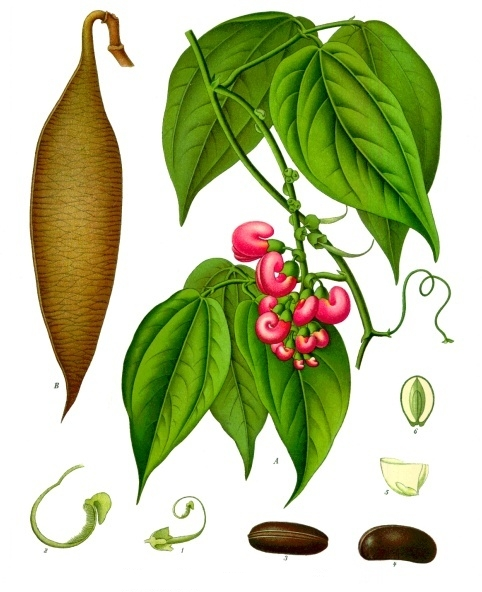
Haba de calabar Physostigma venenosum

En la práctica clínica se usa principalmente en gotas o ungüentos para tratar el glaucoma al contraer la pupila y reducir la presión ocular. También se ha empleado para revertir sobredosis de fármacos anticolinérgicos. Aunque se ha investigado para la miastenia gravis y el Alzheimer, su uso es limitado en comparación con otros tratamientos. Su acción se extiende al sistema nervioso central debido a su capacidad para cruzar la barrera hematoencefálica.
Entre los efectos secundarios más comunes a nivel sistémico se encuentran el aumento de la salivación, náuseas y vómitos, cólicos abdominales y diarrea. Se han reportado reacciones alérgicas y erupciones cutáneas.
La fisostigmina no es bien tolerada cuando se utiliza en los ojos durante períodos prolongados, ya que puede producir folículos en la conjuntiva, y el uso prolongado de ungüentos oftálmicos que la contienen puede causar despigmentación de los márgenes de los párpados en pacientes de piel oscura.

## Historia
La fisostigmina, también denominada eserina es un alcaloide que se obtiene de la semilla del Calabar o nuez de ordalía; se trata de la semilla cruda desecada de la Physostigma venenosum, una planta perenne que se encuentra en el occidente tropical de África. Las tribus nativas del occidente de África utilizaron la  semilla de Calabar como “veneno para probar la inocencia o  la culpabilidad” en los juicios por brujería. En ellos, la culpabilidad se juzgaba por la muerte derivada del veneno; la inocencia, por la supervivencia después de ingerir una semilla. Fue llevada por primera vez a Inglaterra en 1840 por Daniell, un médico militar de servicio en la zona. Estudiada por Christisson en 1855, Fraser en 1863 y Argyll Robertson en 1863, hasta que Jobst y Hesse en 1864 aislaron un alcaloide puro que llamaron fisostigmina. Un año después, Wever y Leven, obtuvieron el mismo alcaloide y lo nombraron eserina. En 1877 Laqueur inició su aplicación clínica en el tratamiento del glaucoma. En 1932 y 1935 observaron su utilidad en el tratamiento de la miastenia grave; Mary Walker comunicó en 1934 la eficacia de la fisostigmina en el tratamiento sintomático de esta enfermedad. Así se inició la historia de las anticolinesterasas que se usan mucho en la medicina moderna por conocerse ampliamente sus acciones farmacológicas; no obstante, en los últimos 10 años se han encontrado nuevos campos de investigación de acciones de la fisostigmina distintas a las conocidas.

## Farmacocinética

### Vías de administración
Las principales vías de administración incluyen la vía intravenosa (IV) y la vía intramuscular (IM), empleadas comúnmente en contextos clínicos para revertir los efectos tóxicos de una sobredosis de fármacos anticolinérgicos, ya que permiten una acción sistémica rápida.
En pacientes pediátricos, la dosis recomendada es de 0,02 mg/kg por vía IV o IM, repitiéndose cada 5 a 10 minutos hasta observar respuesta clínica, con una dosis máxima total de 2 mg. En adultos, la dosis inicial es de 0,5 a 2 mg, también por vía IV o IM, y puede repetirse cada 10 a 30 minutos según la evolución del paciente.
La administración intravenosa debe realizarse lentamente para evitar efectos adversos como bradicardia, dificultad respiratoria o convulsiones; en niños no debe exceder los 0,5 mg por minuto, y en adultos, 1 mg por minuto. Además, la fisostigmina puede administrarse por vía oftálmica en forma de gotas para el tratamiento del glaucoma, aprovechando su capacidad para reducir la presión intraocular mediante el aumento del drenaje del humor acuoso.
En todas sus presentaciones, actúa como un inhibidor reversible de la acetilcolinesterasa, permitiendo la acumulación de acetilcolina y ejerciendo su efecto tanto a nivel periférico como central. No se requieren ajustes de dosis en casos de insuficiencia renal o insuficiencia hepática según las recomendaciones del fabricante, aunque se aconseja una vigilancia estrecha de signos vitales y parámetros cardiovasculares durante su administración.

### Absorción
La fisostigmina es un alcaloide terciario que se absorbe fácilmente a través de las membranas biológicas debido a su lipofilia. Esta característica le permite atravesar la barrera hematoencefálica y ejercer efectos tanto a nivel central como periférico. Cuando se administra por vía intravenosa o vía intramuscular, se distribuye rápidamente por todo el cuerpo, y sus efectos se manifiestan casi de inmediato, lo que la hace útil en el tratamiento de la intoxicación anticolinérgica. Después de la administración parenteral, el inicio de acción ocurre entre los 3 y 8 minutos, y la duración del efecto suele ser de 45 a 60 minutos. En su forma oftálmica, la absorción se limita principalmente al ojo, lo que permite su uso local en el tratamiento del glaucoma, con una mínima absorción sistémica.
La fisostigmina también se absorbe eficazmente en el tubo digestivo, el tejido subcutáneo y las mucosas. La instilación conjuntival de soluciones del fármaco puede ocasionar efectos sistémicos si no se toman precauciones para evitar su absorción en la mucosa nasal.

### Distribución
Su naturaleza lipofílica le permite cruzar la barrera hematoencefálica, ejerciendo efectos centrales en intoxicaciones por anticolinérgicos como atropina . También se distribuye ampliamente al humor acuoso del ojo, base de su uso en glaucoma.

### Metabolismo
La fisostigmina es destruida en el cuerpo a través de la segmentación hidrolítica de sus enlaces éster por parte de colinesterasas plasmáticas. Entre sus metabolitos se encuentra la eserolina, que aunque conserva cierta actividad farmacológica, es mucho menos activa que el compuesto original.
Su vida media es relativamente corta, oscilando entre 1 y 2 horas, lo que implica que en tratamientos prolongados se requieren administraciones frecuentes para mantener su efecto terapéutico. Esta característica limita su uso en condiciones crónicas, siendo más común su empleo en situaciones agudas, como en intoxicaciones.

### Excreción
La fisostigmina es un fármaco que se elimina principalmente a través del metabolismo hepático, mediante una hidrólisis enzimática llevada a cabo por las colinesterasas plasmáticas y hepáticas. La excreción renal de la fisostigmina es mínima, ya que solo una pequeña fracción del fármaco inalterado se elimina por la orina. La vida media de eliminación plasmática varía entre 12 y 40 minutos, con un promedio de aproximadamente 22 minutos, lo que indica una depuración sistémica rápida.
Cuando se administra por vía parenteral, la fisostigmina se destruye casi por completo en un período de 2 a 3 horas debido a la acción de las esterasas plasmáticas. La excreción renal juega un papel secundario en su eliminación. Dado su corto tiempo de vida media, puede ser necesario administrar el fármaco de manera continua o en dosis repetidas para mantener los efectos terapéuticos, especialmente en contextos clínicos agudos.

## Farmacodinamia

### Mecanismo de acción
La fisostigmina actúa como un inhibidor reversible de la acetilcolinesterasa (AChE), la enzima responsable de la degradación del neurotransmisor acetilcolina en las sinapsis colinérgicas. Su mecanismo molecular consiste en la carbamilación del sitio activo de la AChE, formando un complejo enzima-inhibidor reversible que impide temporalmente la hidrólisis de la acetilcolina. Este efecto se produce tanto en el sistema nervioso central como periférico, ya que su estructura liposoluble le permite atravesar fácilmente la barrera hematoencefálica. Al bloquear la degradación de la acetilcolina, la fisostigmina aumenta significativamente la concentración y duración de acción de este neurotransmisor en la hendidura sináptica, potenciando así la transmisión colinérgica.

### Efectos farmacológicos
Los efectos de la fisostigmina se manifiestan a través de la estimulación de los receptores muscarínicos y nicotínicos de acetilcolina. En el sistema nervioso parasimpático, produce miosis (contracción pupilar), aumento de las secreciones glandulares, broncoconstricción, incremento del peristaltismo intestinal y contracción de la vejiga urinaria. En el sistema cardiovascular induce bradicardia mediante la estimulación vagal. A nivel del sistema nervioso central, puede revertir los efectos de intoxicaciones por agentes anticolinérgicos como la atropina, restableciendo la transmisión colinérgica normal. En la placa neuromuscular, al aumentar la disponibilidad de acetilcolina, mejora la transmisión neuromuscular, lo que explica su utilidad en condiciones como la miastenia gravis. En oftalmología, produce reducción de la presión intraocular mediante la contracción del músculo ciliar y la miosis, mecanismos que fundamentan su uso en el tratamiento del glaucoma.

## Interacciones
Fármacos que interaccionan con fisostigmina
| Fármaco                                 | Resultados de la interacción |
| --------------------------------------- | --- |
| Toxogonina                              | Puede causar enrojecimiento cuando se administra antes de la fisostigmina.                                                           |
| Cloruro de calcio                       | Disminuye la vocalización y la lucha inducidas por la eserina, pero no afecta la midriasis, temblor ni convulsiones clónico-tónicas. |
| Alcaloides de belladona (uso oftálmico) | Antagonizan los efectos mióticos y antiglaucomatosos de la fisostigmina.                                                             |
| Ecotiofato                              | La duración de su acción puede acortarse con el uso previo de fisostigmina.                                                          |
| Isoflurofato                            | La duración de su acción puede acortarse con el uso previo de fisostigmina.                                                          |
| Acetilcolina y metacolina               | Sus efectos son potenciados por la fisostigmina, ya que estos son hidrolizados por la acetilcolinesterasa.                           |
| Carbacol y betanecol                    | No presentan potenciación por la fisostigmina, ya que no son hidrolizados por la acetilcolinesterasa.                                |

## Usos clínicos

### Tratamiento de glaucoma
Se ha utilizado, sola o más habitualmente con otros mióticos como la pilocarpina, para disminuir la presión intraocular en el glaucoma; se ha administrado en forma de colirio conteniendo el salicilato o como pomada oftálmica conteniendo el sulfato. la fisostigmina es un miótico más potente que la pilocarpina, pero rara vez se tolera durante períodos prolongados. 

### Reversor de efectos tras sobredosis con fármacos de acción muscarínica

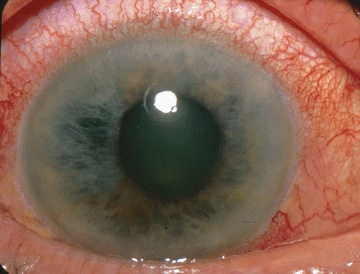
Fotografía de glaucoma

Atraviesa la barrera hematoencefálica y se ha utilizado por vía parenteral para revertir los efectos tanto centrales como periféricos de los fármacos con acción antimuscarínica tras una sobredosis, pero dicho tratamiento no suele recomendarse.

### Tratamiento de miastenia gravis
Se utiliza en el tratamiento de la miastenia gravis y se ha empleado como alternativa al edrofonio en el diagnóstico de esta enfermedad.

### Revertir el bloqueo neuromuscular
Se usa en anestesia para revertir el bloqueo neuromuscular producido por los bloqueadores neuromusculares competitivos. 

### Ileo paralítico y retención urinaria postoperatoria
Su uso es reducido debido a los efectos adversos del medicamento y a nuevos tratamientos.

### Presentaciones y dosis

#### Tratamiento delglaucoma
- Presentación: colirio o pomada oftálmica al 0,25 % o 0,5 % (como salicilato o sulfato).
- Vía: tópica ocular.[14][15]

#### Reversor de efectos tras sobredosis con fármacos de acción muscarínica
- Presentación: ampolla 1 mg/mL (vial) o 2 mg/5 mL.
- Vía: intravenosa (IV) o intramuscular (IM).[16][17]

#### Miastenia gravis(uso diagnóstico ocasional)
- Presentación: inyección IV/ 0,5–1 mg IV en 2 min.
- Vía: sistémica.[18][8]

#### Reversión de bloqueo neuromuscular o control de secreciones preanestésicas
- Presentación: Inyección IV o IM/ 0,3–0,6 mg IM/ 0,5–2 mg IV lenta.
- Vía: sistémica (uso preoperatorio).[13][6]

#### Íleo paralítico oretención urinariaposoperatoria
- Presentación: Inyección IV/ 0,5–2 mg IM o IV para íleo paralítico y 0,5–2 mg IM para retención urinaria posoperatoria.
- Vía: sistémica.[4][19]

### Efectos adversos
Bajo supervisión médica, la fisostigmina suele ser bien tolerada; sin embargo, pueden presentarse efectos adversos, en particular cuando se administra en dosis elevadas o en personas con condiciones clínicas que contraindican su uso.

#### Efectos adversos graves[13]
Se han descrito los siguientes efectos graves, con mayor frecuencia asociados a sobredosis o uso inapropiado:
- Crisis colinérgica
- Bradicardia
- Hipotensión
- Convulsiones / alucinaciones
- Anafilaxia (especialmente en personas alérgicas a salicilatos o sulfitos)
- Depresión respiratoria / edema / paro respiratorio
- Edema pulmonar
- Paro cardíaco / parálisis
- Síncope
- Broncoespasmo

#### Reacciones adversas comunes
- Náuseas y vómitos
- Diarrea
- Calambres abdominales
- Lagrimeo
- Disnea
- Miosis
- Sudoración
- Debilidad muscular / calambres
- Rinorrea
- Fasciculaciones
- Urgencia o frecuencia urinaria
- Palpitaciones
- Visión borrosa
- Inquietud

### Sobredosis y tratamiento
En casos de sobredosis por fisostigmina, se requiere intervención médica inmediata. El tratamiento de emergencia incluye el mantenimiento de la vía aérea permeable, con aspiración de secreciones bronquiales si es necesario, y el uso de ventilación asistida en presencia de depresión respiratoria. Se recomienda la monitorización continua de la función cardíaca.
El antídoto principal es el sulfato de atropina, que debe administrarse por vía intravenosa en dosis de 2 a 4 mg, pudiendo repetirse cada 3 a 10 minutos según la evolución clínica, con el objetivo de controlar los efectos muscarínicos. Adicionalmente, se puede administrar cloruro de pralidoxima por vía intravenosa, a una velocidad de 50 a 100 mg por minuto, para contrarrestar los efectos sobre los ganglios autónomos y el músculo esquelético. Las convulsiones y el estado de shock deben tratarse de acuerdo con los protocolos médicos correspondientes.
| Sistema implicado    | Grupo CIOSM     | Tipo de reacción                  |
| -------------------- | --------------- | --------------------------------- |
| Glandular / exocrino | Frecuentes      | Sialorrea (9,0%)                  |
|                      | Frecuentes      | Sudoración (1,2%)                 |
| Gastrointestinal     | Frecuentes      | Náuseas / vómitos (4,2%)          |
|                      | Poco frecuentes | Calambres abdominales (0,74%)     |
| Cardiovascular       | Raros           | Bradicardia sintomática (0,35%)   |
|                      | Muy raros       | Fibrilación ventricular (0,04%)   |
| Sistema nervioso     | Poco frecuentes | Convulsiones (0,61%)              |
| Ojos                 | Frecuentes      | Lagrimeo (0,09%)                  |
| General              | Muy raros       | Paro cardíaco (casos asistólicos) |

### Contraindicaciones
Las contraindicaciones principales de la fisostigmina incluyen:
- Hipersensibilidad al fármaco o al metabisulfito sódico[21]
- Asma bronquial o broncoespasmo[22]
- Enfermedades cardiovasculares como bradicardia, arritmias, bloqueo auriculoventricular, ensanchamiento del QRS o infarto reciente[23]
- Gangrena, diabetes y estados vagotónicos[22]
- Obstrucción mecánica del tracto gastrointestinal o urogenital[22]
- Uso concurrente con succinilcolina u otros bloqueadores neuromusculares despolarizantes[24]
- Distrofia miotónica[21]
- Intoxicación previa por inhibidores irreversibles de la colinesterasa[21]
- Embarazo y lactancia (Usarse solo si el beneficio potencial justifica el riesgo)[24]

## Usos no incluidos en el registro sanitario (Off Label)

### Enfermedad de Alzheimer
Se ha utilizado con resultados variables en el tratamiento de la demencia de tipo Alzheimer, solo o combinado con lecitina.

### Ataxias
Se ha utilizado para el tratamiento de la ataxia de Friedreich y otras ataxias hereditarias (degeneraciones espinocerebelosas) (designado medicamento huérfano por la FDA para estos usos).

## Uso veterinario
En perros, la fisostigmina se utiliza por vía IV para revertir de forma temporal efectos centrales de intoxicación por ivermectina. Dosis de 1 mg IV cada 12 h pueden revertir el coma entre 30 y 90 min, sin inducción de convulsiones.
En caballos anestesiados con isoflurano, una dosis de 0,04 mg/kg fisostigmina mejoró significativamente la calidad del despertar.

### Reconocida en toxicología veterinaria
Utilizada en intoxicaciones por anticolinérgicos, depresores del SNC, insecticidas organofosforados, barnices, antidepresivos tricíclicos y benzodiacepinas. Efectos adversos: convulsiones, crisis colinérgicas (salivación, bradicardia, dificultad respiratoria) y potencial muerte respiratoria.

## Controversias
El uso de fisostigmina sigue generando debate, principalmente alrededor de su perfil de seguridad, indicaciones precisas y la percepción de riesgo frente a su eficacia en el tratamiento del delirio antimuscarínico, uno de los síntomas centrales en la intoxicación por agentes anticolinérgicos. Aunque históricamente se empleó como antídoto en intoxicaciones anticolinérgicas, su uso disminuyó debido a reportes de efectos adversos graves, como asistolia, en pacientes con sobredosis de antidepresivos tricíclicos o alteraciones electrocardiográficas. Sin embargo, revisiones recientes ponen en duda si estos eventos fueron directamente causados por la fisostigmina, sugiriendo que la evidencia en contra de su uso podría no ser suficiente.
También se ha discutido su corta duración de acción y la posible reaparición de síntomas, aunque investigaciones recientes sugieren que el manejo con dosis repetidas o infusiones continuas puede ser seguro. Además, su uso adecuado podría reducir la necesidad de intubación, restricciones físicas y estancias en cuidados intensivos, lo que conlleva a una optimización de los recursos hospitalarios. 